# رنه برودمان
رنه برودمان (آلمانی: René Brodmann; ۲۵ اکتبر ۱۹۳۳ – ۲۰۰۰) بازیکن و مربی فوتبال اهل سوئیس بود.
از باشگاه‌هایی که در آن بازی کرده‌است می‌توان به باشگاه فوتبال سنت گالن، باشگاه فوتبال زوریخ، و باشگاه فوتبال گراس‌هاپر زوریخ اشاره کرد.
وی همچنین در تیم ملی فوتبال سوئیس بازی کرده‌است.